# Tuổi thơ dữ dội
Tuổi thơ dữ dội là một tiểu thuyết dài tám phần xuất bản năm 1988 của nhà văn Phùng Quán, có nội dung xoay quanh cuộc sống chiến đấu và sự hy sinh của những thiếu niên 13, 14 tuổi trong hàng ngũ Đội thiếu niên trinh sát của trung đoàn Trần Cao Vân. Năm 1990, tiểu thuyết Tuổi thơ dữ dội đã được trao giải thưởng Văn học Thiếu nhi của Hội Nhà văn Việt Nam cũng như được dựng thành phim cùng tên.

## Giới thiệu nhân vật
Câu chuyện xoay quanh các nhân vật chính:
Mừng là nhân vật xuất hiện sớm nhất, nhà nghèo, mẹ bị mắc bệnh hen suyễn nặng và bị người cha dượng lợi dụng bóc lột. Mừng tham gia vào "Vệ quốc đoàn" (Đội thiếu niên trinh sát) chỉ vì trong sân huấn luyện có lá tầm gửi để chữa hen suyễn cho mẹ. Sau khi gia nhập Mừng lập chiến công dẫn đường cho các chiến sĩ đi đánh "ngôi lầu kiên cố của thằng thực dân cáo già Lơ-bơ-rít". Mừng nhờ người đưa lá tầm gửi về cho mẹ rồi tiếp tục theo bộ đội rút lên chiến khu, tại chiến khu em làm liên lạc. Tại đây, em đã phát hiện ra âm mưu ăn cắp bản đồ của Kim điệu – gián điệp của quân đội Pháp trà trộn vào chiến khu. Mừng cố ngăn chặn nhưng không được và bị cả chiến khu nghi là Việt gian. Em hy sinh khi giúp bộ đội giật bom giết địch lúc quân Pháp siết chặt vòng vây vào chiến khu Hòa Mỹ. Em được minh oan và trung đoàn trưởng đã lấy mẹ con em để đặt tên cho ngọn núi nơi có cây vả rừng mà Quỳnh sơn ca thường hái lá làm giấy chép nhạc và viết vở nhạc kịch về việc Mừng tìm lá thuốc chữa bệnh cho mẹ. Ngọn núi tên là "Núi-mẹ-con-em-Mừng".
Quỳnh-sơn-ca là con trai của phó tổng trấn Trung Kỳ, giỏi chơi đàn piano, bỏ nhà đi Vệ quốc Đoàn. Em trở thành quản ca của đoàn. Trước cuộc đánh bom dinh của Lơ-bơ-rít, Quỳnh đạp miếng chai vỡ nhưng vẫn cố sức đi theo và phải nhờ Mừng cứu mang về trại, Quỳnh nằm viện quân y và mang tiếng đàn phục vụ những bệnh nhân khác, em sáng tác bài hát "Sông Ô Lâu kháng chiến" cổ vũ tinh thần đấu tranh của bộ đội và viết một vở nhạc kịch về bạn Mừng đi tìm thuốc cho mẹ. Bố mẹ Quỳnh nhờ người lên chiến khu xin cho Quỳnh về và đưa sang Thụy Sĩ ăn học. Uất ức trước những việc làm phản quốc của gia đình, Quỳnh bị vỡ tim và ra đi. Em được chiến khu làm lễ mai táng. Ngoài ra em có gan chịu đau rất lớn. Khi Quỳnh chết, người đau khổ nhất là Mừng.
Lượm-sứt là nhân vật chiếm tỉ trọng lớn trong câu chuyện, sinh ra trong gia đình cách mạng nòi. Cha của Lượm bị quân đội Pháp bắt và đày ra Côn Đảo rồi chết ở đó rồi tên ông được đặt cho một con đường dưới đó. Lượm gia nhập Vệ quốc Đoàn rồi được cử về trinh sát bám địch trong thành phố Huế chung với Đồng-râu, Kim-điệu và Tư-dát và kết bạn với Tặng, du kích địa phương. Sau thời gian hoạt động trót lọt, Kim điệu bị bắt và khai hết về đội khiến Đồng râu bị giết và Lượm bị bắt vào tù cùng với Thúi – một em bé bán kẹo gừng bị giặc tưởng nhầm là Tư dát, Kim điệu quay sang làm điệp viên cho giặc. Sau hai lần vượt ngục không thành và bị chuyển sang nhà lao Thừa phủ. Lượm và Thúi (chú bé bán kẹo gừng bị bắt nhầm thay cho Tư- dát, tên thật là Thơm nhưng bị mụ chủ lò kẹo Cả Lễ đổi tên) kết hợp với Lép-sẹo – một tay anh chị nhí cùng ở tù và lập kế hoạch vượt ngục lần ba. Rút kinh nghiệm hai lần trước, Lượm làm "cỏ-vê" (lao động phục dịch không công) cho một công sở của Pháp là sở Posté Millitaire (gọi tắt là sở "Pốt") và chiếm được cảm tình của cai ngục và quan chức, lợi dụng sơ hở của địch, Lượm cài Lép sẹo và Thúi vào làm chung với mình và tẩu thoát thành công, xong việc Lép sẹo muốn hoàn lương và cả ba cùng Lượm tìm đường về chiến khu.
Các nhân vật khác:
Tư-dát là một cậu bé láu lỉnh và hoạt ngôn. Một hôm trên đường đi học về, em thấy đoàn Vệ Quốc Quân đang ngồi hát trên tàu hỏa "Xếp bút nghiên lên đường tranh đấu", em liệng luôn cặp sách xuống sông, lén nhảy lên tàu trốn theo đoàn quân Nam tiến và xin gia nhập vào Vệ Quốc Đoàn. Tư dát tham gia trinh sát trong thành Huế cùng với Lượm và Kim-điệu. Trong một lần đi làm nhiệm vụ, bị Kim điệu chỉ điểm cùng với sự sơ suất của bản thân, Tư Dát suýt bị bắt cùng với Lượm, nhưng nhờ sự nhanh trí của Lượm nên em đã chạy thoát về chiến khu.
Bồng-da-rắn là nhân vật luôn luôn tỏ thái độ coi khinh Việt gian, có đôi mắt tinh tường và có khả năng nhìn người, nhiều lần lập công phát hiện chiến lợi phẩm vũ khí của địch mà quân ta bỏ sót sau mỗi trận đánh. Có lần, em đã dũng cảm lặn xuống tận đáy sông để mò bằng được khẩu súng tôm-xông giữa làn đạn kẻ thù. Tại chiến khu, Bồng chỉ phục mỗi anh Lê Thuyết (tiểu đoàn trưởng tiểu đoàn 227, sau là Trung đoàn trưởng trung đoàn 101) và nói rằng: "Chắc mạ anh phải ăn gang, ăn sắt mà đẻ ra được anh thì anh mới gan dạ đến như rứa".
Kim-điệu là nhân vật từng theo anh Đồng râu để làm trinh sát cùng với Lượm và Tư dát, sau này làm gián điệp cho Tây rồi lên chiến khu ăn cắp bản đồ của đội trưởng nhưng bị Mừng ngăn lại. Mừng đập được cái máy ảnh gián điệp nhưng bị Kim bắt về đồn Sơn Quả. Kim cũng được cho là nguyên nhân gián tiếp gây ra cái chết của Mừng.
Vịnh-sưa là một cậu bé từng làm nghề rèn với người bác, bị thím ghẻ lạnh nên bỏ đi theo Vệ Quốc Đoàn. Trong học tập, công tác Vịnh đều gương mẫu nhất đội, chu đáo, tận tụy và kỷ luật. Em hy sinh anh dũng khi đang vẫy tín hiệu trên kho đạn của địch. Đến khi trút hơi thở cuối cùng, em vẫn cố nắm giữ lấy cột thu lôi của địch để làm chuẩn cho quân ta bắn phá kho đạn.
Vệ-to-đầu là nhân vật cùng với Mừng, Vịnh sưa và Quỳnh sơn ca tham gia trận đánh vào "ngôi lầu kiên cố của thằng thực dân cáo già Lơ-bơ-rít". Xuất thân từ gánh xiếc rong, Vệ có tài cưỡi ngựa và điều khiển ngựa, được chỉ huy trưởng Mặt trận khu C lấy đi theo làm liên lạc cho ông. Sau này em bị giặc bắt khi đang đi làm nhiệm vụ với chỉ huy trưởng.
Hiền là bạn thân của Vệ to đầu. Hai đứa có chung sở thích nghề xiếc, rất quý mến nhau, nhận nhau làm anh em kết nghĩa và từng hứa sau khi đánh Tây xong sẽ về ở với nhau, cùng làm ăn, cùng sống cùng chết. Hiền rất giỏi môn cờ tín hiệu, chính em là người đã dịch tín hiệu vẫy cờ của Vịnh sưa trên kho xăng, đạn. Hiền hy sinh khi đang trực đài quan sát Cây Quao với các bạn Châu, Hòa đen và anh đội trưởng.
Lép-sẹo là một tay anh chị chuyên đi trộm cắp ở các khu chợ, sau này bị bắt vào lao Thừa Phủ, là kình địch của Đội Thiếu niên Chiến đấu lao Thừa Phủ do Lượm lập ra. Trong thời gian ở trong lao, Lép-sẹo đã thành lập một băng đảng gồm đàn em của hắn. Tuy đã đánh nhau với đội của Lượm rất nhiều lần nhưng cuối cùng, Lép-sẹo cũng làm hòa với Lượm vì được Lượm cứu sống khỏi căn bệnh lỵ trực trùng cấp tính bằng thuốc lấy trộm ở nơi làm cỏ vê. Để tạ ơn Lượm, Lép-sẹo đã sai đàn em kỉnh con gà luộc do Chồn-hôi bắt được của vợ Một Điếu(chúa ngục). Chính sau này, Lép-sẹo đã hợp tác với Lượm và Thúi trốn tù, đánh cắp chai rượu của một hàng quán để chuốc thuốc ngủ cho tên lính gác. Tuy vậy, Lép-sẹo cũng đồng thời suýt làm hỏng kế hoạch vượt tù vì vợ Một Điếu phát hiện ra mình bị mất cắp con gà. Nếu như anh tù điên không cứu giúp tình huống kịp thời thì có lẽ kế hoạch đã không thành công. Tài trộm cắp của Lép-sẹo được gắn liền với một giai thoại có phần được thần thánh hóa: khi Lép-sẹo mới sinh ra và được mẹ đỡ tắm rửa, Lép-sẹo đã đánh cắp chiếc nhẫn của bà đỡ, đến khi mở tay đứa bé ra, bà mới biết đứa bé chinh là người đánh cắp chiếc nhẫn của mình.
Thúi (tên thật là Thơm) là một cậu bé tay luôn giữ khư khư cái rổ đựng kẹo đường chạy chậm nhất nên bị tóm về Ty An ninh để tra hỏi. Cậu nhận mình chính là Tư-dát và là người chỉ huy đi đánh đồn Hộ Thành do bị đánh quá đau. Đặc biệt, cậu hét to khi bị tra tấn khiến những người khác bị giam trong Ty An ninh thót tim vì nghĩ đến cảnh một cậu bé bán kẹo đường bé bỏng bị lột da dưới tay tụi Vê-giê (Việt gian) và thực dân Pháp. Nhưng khi trở lại phòng giam, quần áo cậu vẫn còn nguyên. Lượm và cậu trở thành “bằng hữu”. Thúi mong muốn được trở thành thành viên của Vệ Quốc Đoàn chứ không phải làm cái nghề bán kẹo đường với mụ chủ hàng hay đánh đập cậu nữa. Sau lần tẩu thoát không thành công của Lượm ở Ty An ninh và Sở Mật thám Phòng Nhì Pháp, Lượm và Thúi được đưa về lao Thừa Phủ. Thúi khâm phục tài năng nói mà không rớt cái điếu thuốc của lão Một Điếu. Về sau, cậu cùng với Lép-sẹo và Lượm trốn thoát khỏi nhà lao của lão Một Điếu đáng sợ ấy.
Ngạnh là người bạn Lượm quen được trong tù cũng là thành viên trong bang Vệ Quốc Đoàn Lượm thành lập(Lượm thành lập bang này để đề phòng khi bị bang Lép-sẹo trả thù).

## Giải thưởng
- Giải A Văn học Thiếu nhi Hội Nhà văn Việt Nam năm 1988
- Giải thưởng Bộ Quốc phòng năm 2000
- Giải thưởng Nhà nước về Văn học nghệ thuật năm 2007[1]
- Giải thưởng Sách Hay 2012[2]